# Titus Andronicus
Titus Andronicus is een tragedie in vijf aktes van William Shakespeare die ergens tussen 1589 en 1592 is geschreven. Daarmee zou het meteen zijn vroegste tragedie zijn. De First Folio-uitgave uit 1623 was gebaseerd op drie onvolledige quarto-edities, met aanvullingen van een voor het stuk gebruikt souffleursboek. Het stuk, geschreven in de vorm van de "revenge tragedy" (wraaktragedie) verhaalt over een fictieve Romeinse generaal die in een negatieve spiraal van wederzijdse wraak tussen zijn familie en de familie van Tamora, koningin van de Goten, terechtkomt nadat Titus haar oudste zoon aan de goden heeft geofferd.

## Auteurschap
Hoewel algemeen wordt aangenomen dat Titus Andronicus door Shakespeare werd geschreven, zijn er toch heel wat critici die het auteurschap in twijfel trekken, en dit door de grote afwijking aan inhoud (veel bloederiger en wreder) in vergelijking met zijn andere werken. Er zijn echter opvallende inhoudelijke parallellen met King Lear te vinden waardoor moderne critici geneigd zijn het stuk als authentiek te beschouwen. Shakespeare was blijkbaar verantwoordelijk voor de algemene opzet, terwijl een aantal tonelen waarschijnlijk geschreven zijn in samenwerking met George Peele. Deze zou de eerste drie tonelen van het eerste bedrijf geschreven hebben, de eerste twee tonelen van het tweede bedrijf, en het eerste toneel van het vierde bedrijf.

## Wraaktragedie
De algemene vorm van het stuk volgt de traditie van werken van de Romeinse toneelschrijver Seneca (ca. 3 v.Chr.- 65), wiens toneelstukken worden gekenmerkt door sensatiebelust geweld. De plot draait typisch om een personage dat zo verblind is door wraakgevoelens dat hij zichzelf uiteindelijk te gronde richt. Titus Andronicus heeft nog andere kenmerken van een wraaktragedie. Zo is de taal bloemrijk, vol grimmige, levendige beelden, en de personages worden getekend met weinig psychologische subtiliteit. In Engeland werd het genre van de revenge tragedy geïntroduceerd met The Spanish Tragedy van Thomas Kyd.

## Verhaal
Na het overlijden van de Romeinse keizer vechten zijn zoons Saturninus en Bassininus over zijn opvolging. De volkstribuun kondigt echter aan dat Titus Andronicus – een generaal die weldra terug zal keren van een veldtocht tegen de Goten – tot keizer is verkozen. Bij aankomst in Rome offert Titus de oudste zoon van Tamora, koningin der Goten, ondanks haar smeekbeden. Daarnaast staat hij zijn keizerstitel af aan Saturninus en spreekt met hem af dat deze met Titus' dochter Lavinia zal trouwen. Lavinia en Bassinus zijn echter verliefd en ontsnappen met de hulp van de zoons van Titus. Saturninus trouwt met Tamora en beiden zweren wraak op Titus en zijn familie.
Aaron – een Moor en de echte liefde van Tamora – overtuigt tijdens een jacht haar beide zoons om Bassininus te vermoorden in het bijzijn van Tamora en Lavinia. Vervolgens verkrachten de jongens Lavinia en snijden haar tong en handen af, zodat zij niet kan vertellen wie dit haar heeft aangedaan. Aaron overtuigt Saturninus ervan dat de zoons van Titus verantwoordelijk zijn voor de moord, waarop hij hen arresteert.
Titus pleit voor zijn zoons en krijgt de boodschap dat wanneer hij de rechterhand van hemzelf, zijn broer of zijn overgebleven zoon afhakt, de zoons worden gespaard. Titus doet dit en krijgt in plaats van zijn zoons hun hoofden terug. Zijn broer heeft Lavinia gevonden en komt met haar binnen. Titus beveelt zijn enige overgebleven zoon Lucius om een Gotisch leger tegen Rome op te zetten. Zijn familie denkt dat hij gek geworden is.
Lavinia schrijft met een stok op wie haar hebben verminkt. Allen zweren wraak. Om waanzin te veinzen laat Titus zijn boogschutters pijlen met brieven in het paleis van Saturninus schieten. Tamora bevalt van een zwart kind, dat dus duidelijk van Aaron en niet van Saturninus is. Om het te beschermen, vlucht Aaron met het kind.
Lucius komt terug naar Rome en onderschept Aaron. Die vertelt, om het kind te redden, wat er gebeurd is. Overtuigd van Titus' waanzin, verkleden Tamora en haar beide zoons zich als de goden van Wraak, Moord en Verkrachting en zeggen hem dat hij de aanval van Lucius moet stoppen. Hij laat Wraak de keizer halen en vermoordt ondertussen haar beide zoons en verwerkt ze in de maaltijd die hij allen opdient. Dan vermoordt hij zijn eigen dochter (omdat Saturninus heeft gezegd dat een vader dit moet doen met zijn dochter wanneer zij verkracht is) en Tamora. Saturninus vermoordt Titus en Lucius vervolgens Saturninus. Hierna wordt Lucius uitgeroepen tot nieuwe keizer.

## Verfilming
Titus Andronicus werd verfilmd als Titus in 1999 door Julie Taymor met Anthony Hopkins als Titus Andronicus en Jessica Lange als Tamora.